# The Eye 3 : L'Au-delà
Pour les articles homonymes, voir Eye.
Série
The Eye 2
(2004)
Pour plus de détails, voir Fiche technique et Distribution.
The Eye 3 : L'Au-delà (Gin gwai 10) est un film d'horreur hongkongais réalisé par Oxide Chun Pang et Danny Pang, sorti en 2005.

## Synopsis
Un groupe de jeunes hongkongais en voyage se retrouvent coincés en Thaïlande alors que l'aéroport de Bangkok est fermé pour cause d'émeutes anti-gouvernementales. Ils vont alors dans un hôtel étrange où une chaise bouge toute seule, un chien voit l'invisible...
Guidé par leur ami Thaïlandais Chongkwai, les jeunes chinois de Hong Kong Tak, May, Ko Fai et la cousine April se lancent dans un jeu dangereux consistant à provoquer des rencontres avec l'au-delà.

## Fiche technique
- Titre original[Note 1] : Gin gwai 10 ou Jian gui shi fa
- Titre français : The Eye 3 : L'Au-delà
- Réalisation : Oxide Chun Pang et Danny Pang
- Scénario : Mark Wu, d'après une histoire de Oxide Chun Pang et Danny Pang
- Musique : Payont Permsith
- Costumes : Stanley Cheung et Ittipat Warakijcharoen
- Photographie : Decha Srimantra
- Montage : Curran Pang
- Production : Peter Ho-Sun Chan, Lawrence Cheng et Yuet-Jan Hui

Production déléguée : Eric Tsang
- Sociétés de production[2] :
  - Hong Kong : Film Workshop et Applause Pictures Limited
  - États-Unis : The Ruddy Morgan Organization
- Sociétés de distribution :
  - France : Universal Pictures France (DVD)[3]
  - Canada : Maple Pictures (DVD)
- Budget : n/a
- Pays d'origine :  Hong Kong
- Langues originales : cantonais, thaï, mandarin
- Format[4] : couleur - 35 mm - 1,85:1 (Panavision) - son Dolby Digital EX
- Genre : épouvante-horreur, comédie
- Durée : 86 minutes
- Dates de sortie[5] :

24 mars 2005
- - France : 24 mars 2005 (sortie directement en DVD)
- Classification[6] :
  -  France : Interdit aux moins de 12 ans.

## Distribution
Sauf indication contraire, les informations mentionnées dans cette section peuvent être confirmées par la base de données cinématographiques IMDb,  présente dans la section « Liens externes ».
- Chen Bo-Lin : Tak[7]
- Gu Yu : Ko Fai (le petit ami d'April)
- Isabella Leong : April (la cousine April, copine de Ko Fai)
- Kate Yeung : May (jeune chinoise de Hong Kong)
- Bongkoj Khongmalai : la mystérieuse thaïlandaise
- Ray Mac Donald : Chongkwai (le jeune thaïlandais)
- Chaleuy Wongdee : le libraire
- Pisamai Pakdeevijit : la mère de Chongkwai
- Yan Kam Ching : femme en colère dans le bus
- Ng Wing Chuen : propriétaire du kiosque
- Leung Cjun Fai : enfant avec une casquette
- Tanyapan Jansiw : la fille possédée

## Distinctions

### Récompenses
- Prix de la bande-annonce d'or 2008 : Prix de la bande-annonce d’or de la Meilleure bande-annonce étrangère d'horreur / thriller[8].